# Tir als Jocs Olímpics d'estiu de 1920 - Pistola lliure, 50 metres
La competició de pistola lliure, 50 metres va ser una de les vint-i-una proves del programa de Tir dels Jocs Olímpics d'Anvers de 1920. Es disputà el 2 d'agost de 1920 i hi van prendre part 31 tiradors procedents de 8 nacions diferents.

## Medallistes
| Or                   | Plata                  | Bronze            |
| Karl Frederick (USA) | Afrânio da Costa (BRA) | Alfred Lane (USA) |

## Resultats
En aquesta prova hi havia sis sèries de deu trets cadascuna, per un total de 60 trets. La puntuació màxima possible era de 600 punts.
| Pos. | Tirador                | Nació         | Punts |
| ---- | ---------------------- | ------------- | ----- |
| 1    | Karl Frederick         | Estats Units  | 496   |
| 2    | Afrânio da Costa       | Brasil        | 489   |
| 3    | Alfred Lane            | Estats Units  | 481   |
| 4    | Laurits Larsen         | Dinamarca     | 475   |
| 5    | Niels Larsen           | Dinamarca     | 470   |
| 6    | Anders Andersson       | Suècia        | 467   |
| 7    | Paul Van Asbroeck      | Bèlgica       | 466   |
| 8    | Iason Sappas           | Grècia        | 464   |
| 8    | Casimir Reuterskiöld   | Suècia        | 464   |
| 10   | Ioannis Theofilakis    | Grècia        | 462   |
| -    | Gunnar Gabrielsson     | Suècia        | 460   |
| -    | George Fiske           | Estats Units  | 458   |
| -    | Raymond Bracken        | Estats Units  | 456   |
| -    | Guilherme Parãense     | Brasil        | 456   |
| -    | Sebastião Wolf         | Brasil        | 454   |
| -    | Lars Jørgen Madsen     | Dinamarca     | 450   |
| -    | Sigvard Hultcrantz     | Suècia        | 450   |
| -    | Anders Johnson         | Suècia        | 448   |
| -    | Gerard van den Berg    | Països Baixos | 445   |
| -    | Antonius Bouwens       | Països Baixos | 444   |
| -    | Klaas Woldendorp       | Països Baixos | 443   |
| -    | Einar Liberg           | Noruega       | 442   |
| -    | Dario Barbosa          | Brasil        | 441   |
| -    | Oluf Wesmann-Kjær      | Noruega       | 434   |
| -    | Howard Bayles          | Estats Units  | 430   |
| -    | Fernando Soledade      | Brasil        | 424   |
| -    | Otto Plantener         | Dinamarca     | 419   |
| -    | Carl Pedersen          | Dinamarca     | 413   |
| -    | Christian Andersen     | Dinamarca     | 407   |
| -    | Cornelis van Altenburg | Països Baixos | 397   |
| -    | Herman Bouwens         | Països Baixos | 394   |